# 江苏路基督教堂 (南京)

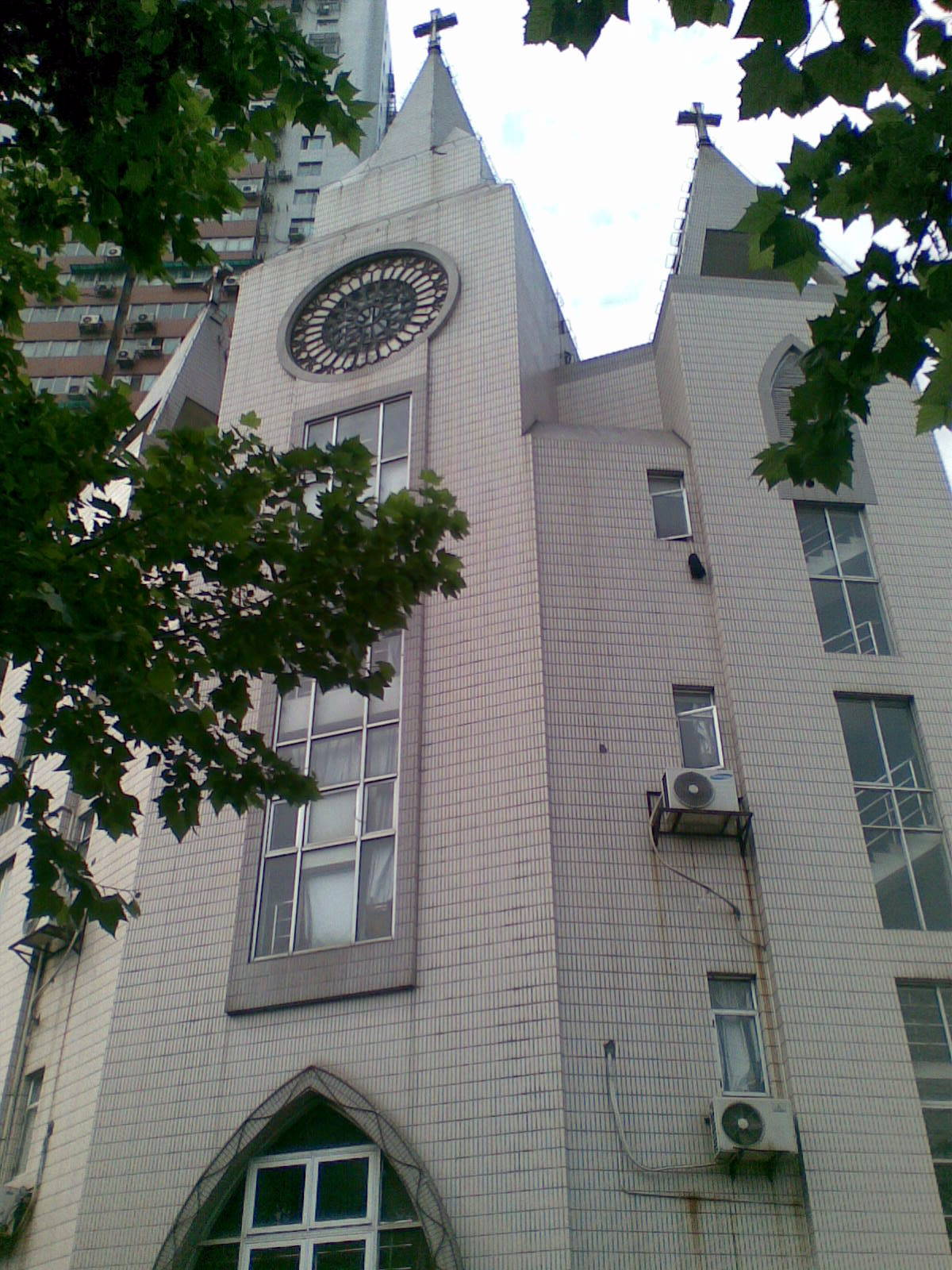
教堂仰视

南京江苏路基督教堂，为位于江苏省南京市鼓楼区江苏路60-10号的一座基督教堂，原名灵光堂。

## 历史
1941年，基督教信徒赵淑英将位于山西路139号的房屋赠予教会，用作聚会场所。1946年，贾玉铭牧师创办的中国基督教灵修神学院自重庆迁回南京，租用此处。此后信徒人数增加，遂建教堂于院内。建筑最初为砖木结构，两层，总面积242平方米，定名为"中华基督教南京灵光堂"。1958年南京市基督教实行联合礼拜，该堂与云南路26号的南京灵粮堂、韩家巷1号的黄泥岗聚会所、黄泥岗中华布道会鼓楼堂等合并，称基督教山西路堂。灵光堂为鼓楼区保留的教堂，并改称山西路堂。文革时期宗教活动曾一度停止，1982年后恢复。1980年代末因旧城改造，山西路堂被拆除，信徒长期借用场所聚会。1999年12月，迁至现址并更名为“江苏路堂”。

## 建筑
该教堂建筑为迁址后新建，其尺度和比例推敲均较为细致，长条直窗与三角架屋顶也较为符合教堂的形象，但教堂顶部的三个塔顶均设有十字架，与一般基督教堂设一个十字架的传统不符，引发了业主与设计人的一些争议。

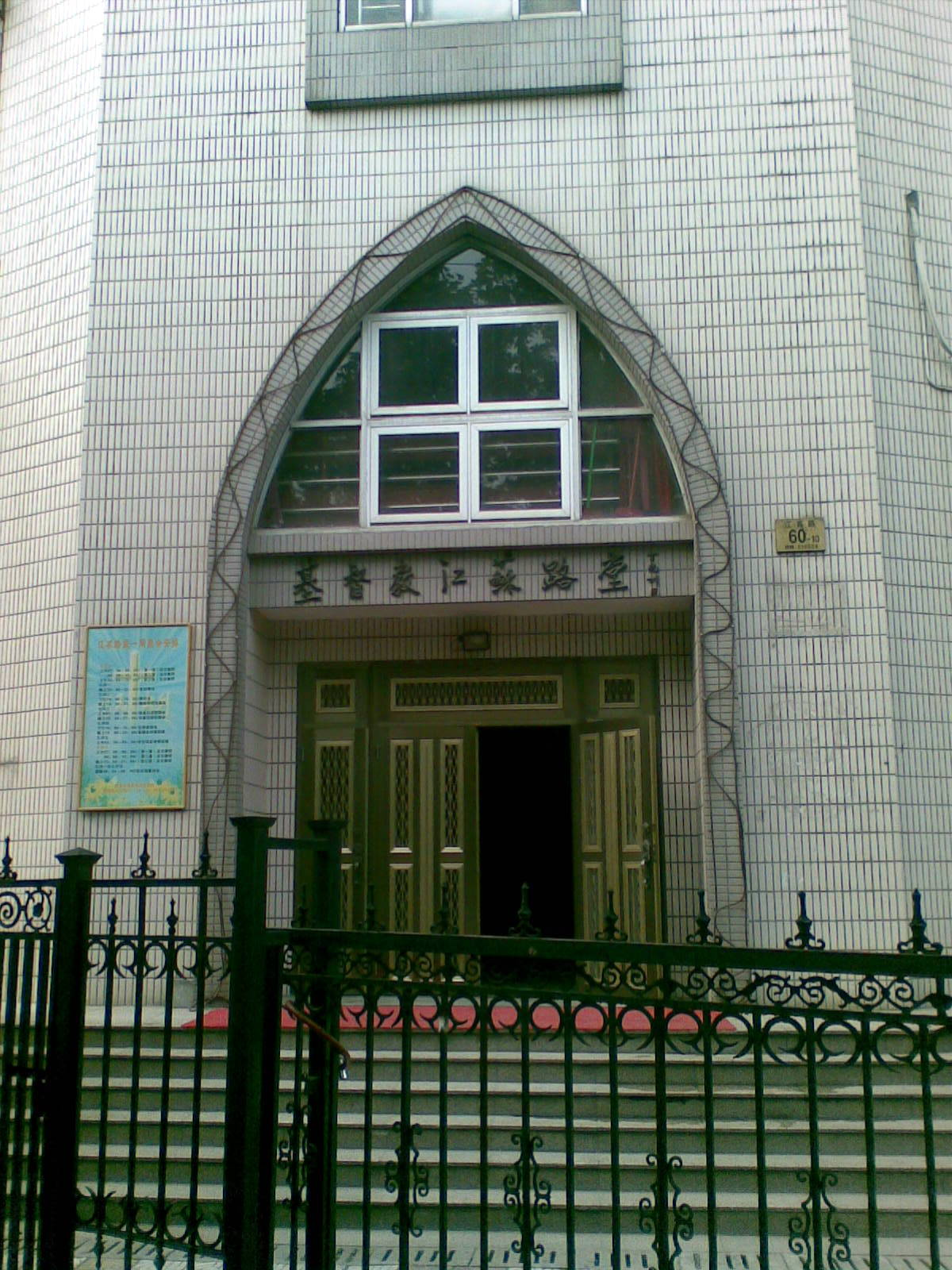
教堂主入口